# Marktredwitzer Landschaftskrippen
Marktredwitzer Landschaftskrippen stellen die Geburt von Jesus Christus eingebettet in eine ausladende, meist alpine Landschaftsinstallation dar. Die eigentliche Geburt nimmt einen untergeordneten Platz ein und wird mit anderen alltäglichen Szenerien verbunden. Die Krippen haben keinen orientalischen Schauplatz entsprechend der Bibel, sondern einen alpenländischen.
Eine Besonderheit der Marktredwitzer Landschaftskrippen sind, bedingt durch die Lage des Marktes im Fichtelgebirge mit seiner Handwerks- und Schnitzkunst, die filigranen Figuren und Gebäude aus Holz oder Ton, die in der Regel von Hand gefertigt werden. Zum Brauch der Marktredwitzer Krippenkultur gehört neben den Figuren auch das Wissen zu Herstellung, Anordnung, Pflege und Lagerung der Objekte, das innerhalb einer Familie an die nächste Generation überliefert wird.
Im Jahr 2021 wurde die Marktredwitzer Krippenkultur in das Bundesweite Verzeichnis des immateriellen Kulturerbes der Deutschen UNESCO-Kommission im Bereich „Traditionelle Handwerkstechniken, gesellschaftliche Bräuche, Feste und Rituale“ aufgenommen,

## Geschichte
Das Aufstellen einer Krippe zur Weihnachtszeit ist ursprünglich ein katholischer Brauch. Allerdings ist das Sechsämterland und damit auch Marktredwitz seit der Einführung der lutherischen Lehre 1560 evangelisch. Im evangelischen Brauchtum im Fichtelgebirge wurden zur Weihnachtszeit Jäger- oder Schäfergärten aufgestellt, die zwar an Krippen erinnern, allerdings nicht die Geburtsstätte von Jesus Christus zeigen. Die Marktredwitzer Landschaftskrippe entwickelte sich mit der Zeit und führt die beiden Formen zusammen.
1763 rückte eine Kompanie österreichischer Soldaten in Marktredwitz in eine Garnison ein. Die damalige österreichische Kaiserin Maria Theresia trieb den Bau kirchlicher Einrichtungen für das katholische Militär voran, was einen Zuzug von Katholiken aus der Oberpfalz zur Folge hatte. Dadurch stieg der katholische Einfluss auf Marktredwitz und auch der Brauch des Aufstellens einer Weihnachtskrippe wurde populärer.
Schließlich trieb auch das hohe Vorkommen an Töpfern und Häfnern in Marktredwitz die Entstehung der Marktredwitzer Krippenkultur voran. Spätestens seit der Mitte des 19. Jahrhunderts fertigten diese weltliche und biblische Krippenfiguren aus Ton. Da der Markt an der Handelsstraße von Nürnberg nach Eger liegt, hatte auch die Schnitzkunst des Erzgebirges einen Einfluss auf die Herstellung von Figuren.

## Ausgestaltung
In der Regel umfassen die Landschaftskrippen die Fläche eines Tisches. Allerdings variiert die Größe von Krippe zu Krippe, manche Exemplare sind bis zu 40 Quadratmeter groß. Die Miniaturlandschaft entsteht nach den individuellen Vorstellungen der Erbauerinnen und Erbauer. Große Steine bilden die Basis der Krippe und werden mit Moos, Wurzeln, Rinden oder sonstigen Naturmaterialien bestückt. In der hügeligen Landschaft werden neben der Geburt von Jesus Christus weitere Szenen dargestellt, wie Bauernhöfe mit Vieh, Jäger, Mühlen, Bäche, Almhütten, Kapellen auf einem Berg oder Wirtshäuser. Manche Krippen verfügen über bewegliche Elemente, wie ein elektrisch angetriebenes Mühlrad oder Lichtinstallationen, die Sonnenaufgänge oder -untergänge imitieren. Die Ausgestaltung der Landschaft ist von Natur- und Heimatverbundenheit geprägt.

## Das „Krippenschaun“
In der Marktredwitzer Krippenkultur gelten die Landschaftskrippen als Allgemeinbesitz, obwohl sie in den Privathaushalten aufgebaut werden. Deshalb öffnen Krippenbesitzer traditionell am Ersten Weihnachtsfeiertag ihre Türen und laden Nachbarn ein, die Krippen zu betrachten. Heutzutage beginnt das „Krippenschaun“ oft schon in der Adventszeit und eine größere Anzahl Besucher sehen sich die Krippen an.
In Marktredwitz gibt es seit 1988 den „Marktredwitzer Krippenweg“, der besondere Landschaftskrippen in der Stadt verbindet. Zwischen 20 und 25 Stationen umfasst der Weg in der Regel und ist zwischen Weihnachten und Dreikönigstag für die Öffentlichkeit zugänglich.